# 美国肯塔基西区联邦地区法院
美国肯塔基西区联邦地区法院 （引用时缩写为W.D. Ky.）是美国94个、肯塔基州2个联邦地区法院之一。该法院审理后的案件需上诉至第六巡回法院，专利及《塔克法案》相关的案件需上诉至联邦巡回区法院。